# Джеймс Кокс
Джеймс Кокс (англ. James Cox; 1723—1800) — англійський годинникар, ювелір, винахідник.

## Життєпис
Народився у Лондоні в 1723 році. Про молоді роки немає відомостей. У 1749 році розпочав власну справу (фірма «Джеймс Кокс та син»), стає відомим ювеліром та годинникарем. У 1758 році відкриває велику майстерню, виконує замовлення багатіїв та аристократів Лондону. Найвідоміші «Павич» та «Слон» зробив для Елизабет П'єрпонт, герцогині Кінгстонської.
У 1766 році на замовлення Ост-Індської компанії виготив дві машини як подарунок для імператора Цяньлуна з династії Цін. У 1769 році придбав порцелянову фабрику у Челсі. Водночас налагодив експорт своєї продукції до Китаю, заробивши 500 тисяч фунтів стерлінгів до 1773 року. Основними темами були зображення як декоративних мотивів слона, бика та журавля, чарівного гриба лінчжі 靈芝 і персів довголіття (тао 桃). Втім заборона 1772 року на продаж предметів розкошів до Китаю підірвала фінансовий стан Кокса.
У 1772 році зі своїм родичем виробив відкрив музей, проте у 1774 році вимушений був закрити його. У 1775 році з дозволу парламенту в Дубліні провів розіграш 56 предметів з музею, заробивши 197 тисяч 500 фунтів стерлінгів. У 1770-х роках в його майстерні працювавло близько 800 робітників. Втім вже у 1778 році оголосив себе банкрутом.
У 1782 році відправив сина Джона Генрі до Кантона (Китай) з метою збуту своїх виробів. Останній зумів дещо виправити фінансовий стан родини. Активна діяльність Джеймса Кокса тривала до 1795 року.